# Caliscelis stemmalis
Caliscelis stemmalis är en insektsart som först beskrevs av Hermann Burmeister 1835.  Caliscelis stemmalis ingår i släktet Caliscelis och familjen Caliscelidae. Inga underarter finns listade i Catalogue of Life.